# Итальянские любовники
«Италья́нские любо́вники» (англ. Love Is All There Is) — американская романтическая комедия 1996 года. Вольная трактовка трагедии Уильяма Шекспира «Ромео и Джульетта».
Теглайн фильма: «Любовь — это всё, что здесь есть… Пока не узнают ваши родители»

## Сюжет
В фильме рассказывается о двух семьях, Малачичи и Капомеццо, живущих в итальянском квартале Нью-Йорка и являющихся конкурентами в ресторанном бизнесе. Однажды между ними вспыхивает война. Каждая семья старается напакостить другой и выйти победителем. А в это время дети этих семей, Джина и Розарио, влюбляются друг в друга. Узнав об этом, их родные вместо того, чтобы помириться, стараются разлучить влюблённых.

## В ролях
| Актёр             | Роль              |
| ----------------- | ----------------- |
| Анджелина Джоли   | Джина Малачичи    |
| Натаниэль Марстон | Розарио Капомеццо |
| Барбара Каррера   | Мария Малачичи    |
| Пол Сорвино       | Пьеро Малачичи    |
| Лэйни Казан       | Сэйди Капомеццо   |
| Джозеф Болонья    | Майк Капомеццо    |
| Рене Тейлор       | Мона              |
| Уильям Хикки      | монсеньор         |
| Дик Ван Паттен    | доктор Родино     |
| Эйб Вигода        | Руди              |
| Конни Стивенс     | мисс Делука       |